# 동귀인
동귀인(董貴人, ? ~ 200년)은 후한 헌제의 후궁이다. 동승의 딸이자 동태후의 종손녀이다.
동승이 조조를 제거하려고 하였으나 200년 정월에 계획이 발각되었고 유비를 제외한 관련자들이 처형되었다. 연좌제로 삼족이 멸해지는데 동귀인도 죽임을 당하였다.